# ロザリオ

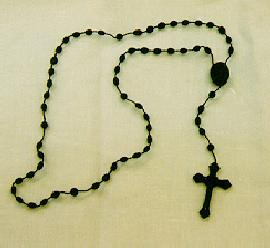
ロザリオ

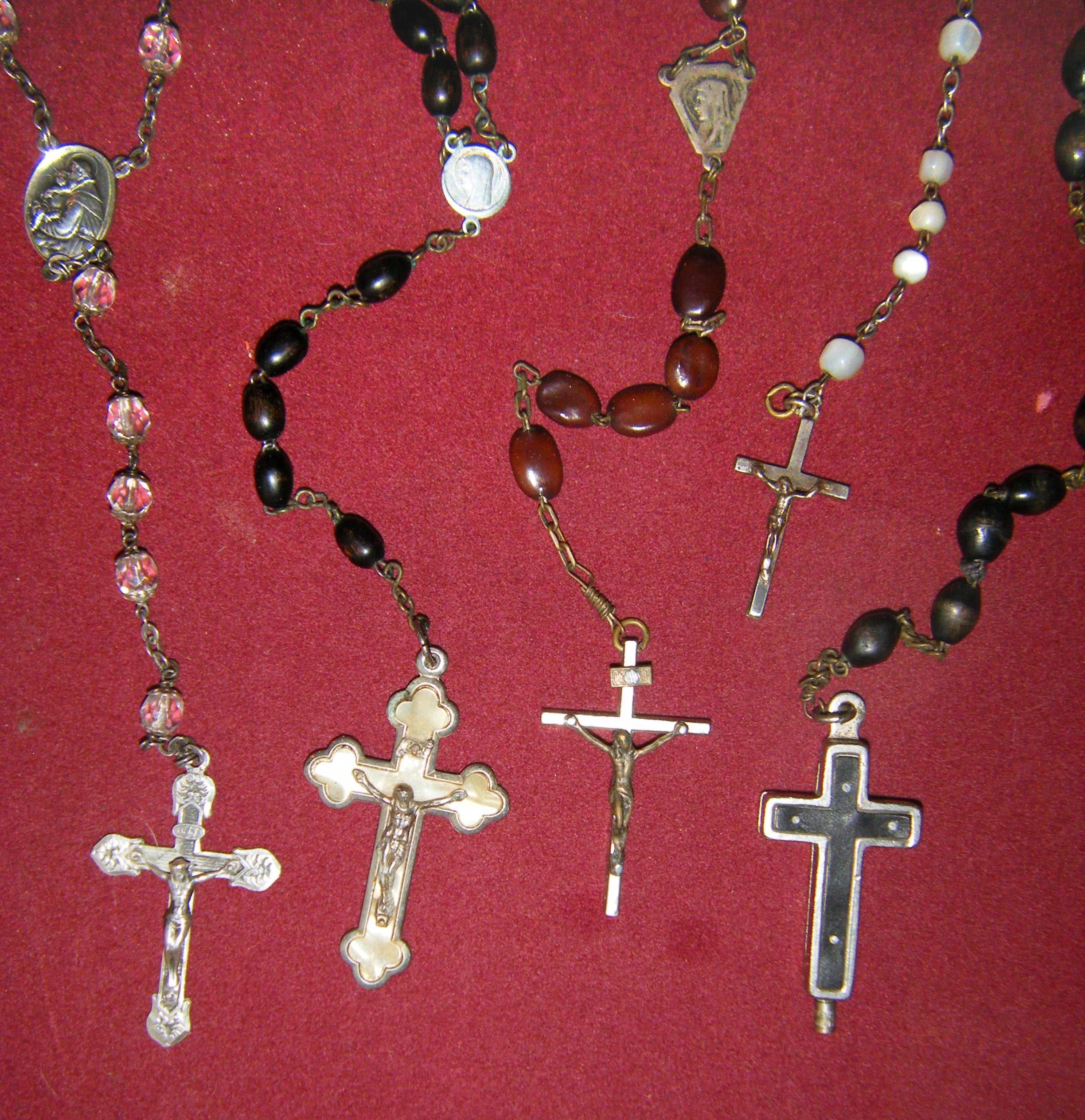
ロザリオ

ロザリオ（ポルトガル語: rosário、ラテン語: rosarium）は、カトリック教会において聖母マリアへの祈り（アヴェ・マリア）を繰り返し唱える際に用いる数珠状の祈りの用具、およびその祈りのことである。
ロザリオの祈りは、カトリック教会における伝統的な祈りで、「アヴェ・マリア」を繰り返し唱えながら福音書に記されているイエス・キリストの主な出来事を黙想していく祈りであるが、ミサなどの典礼行為ではなく、私的な信心業として伝わるものである。
基本となる祈り方（数え方）が定められていて、珠の数・形状もそれに沿って作られている。

## 由来・歴史

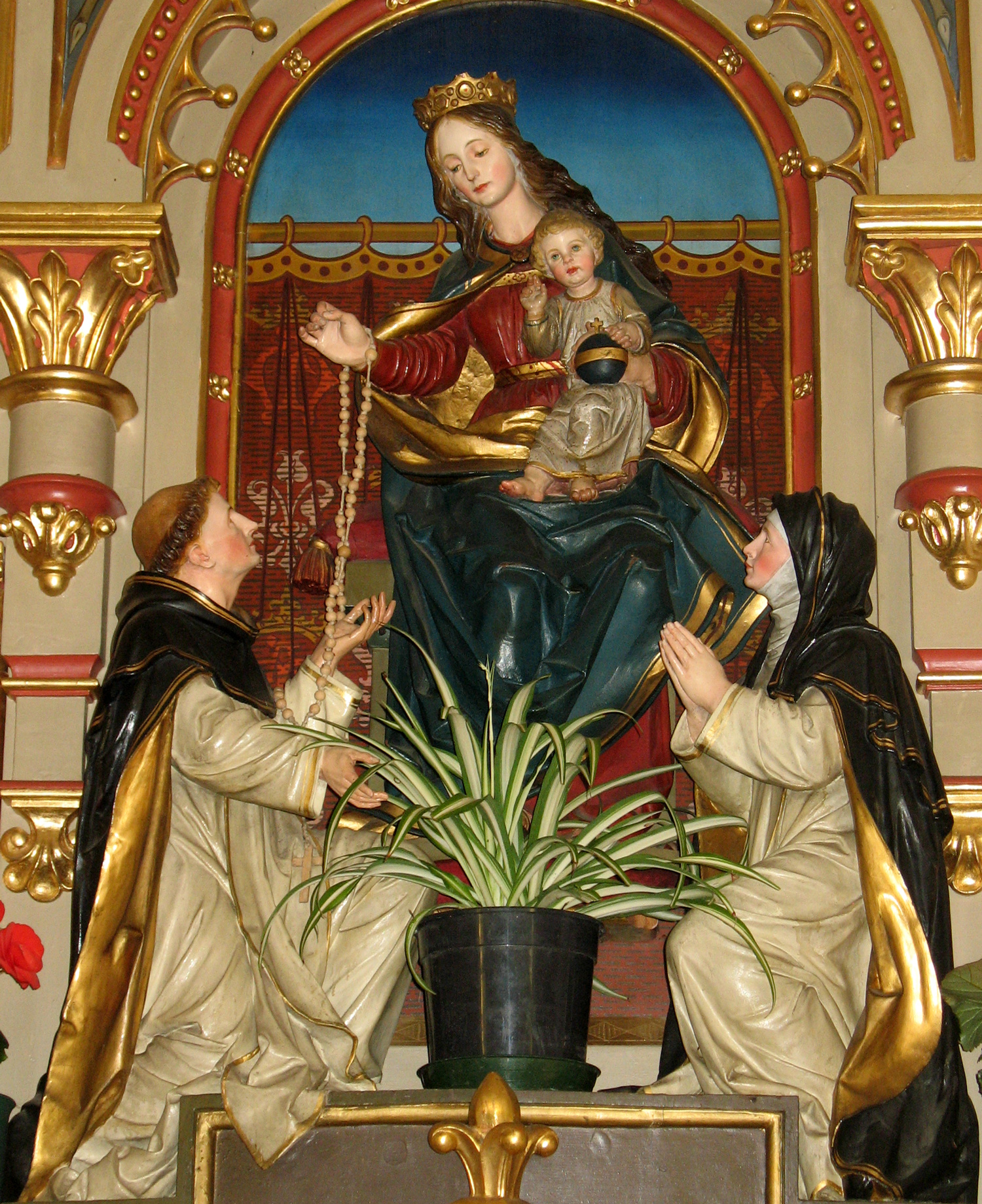
「ロザリオの聖母」像
イタリア、南チロル

「ロザリオ」という名称は、ラテン語の rosarium に由来するもので、これは「バラの冠」という意味であり、一般的な説では、珠を繰りながら唱える祈りがバラの花輪を編むような形になるからと言われている。（異説もあり。後述の起源についての説も参照 ）
キリスト教の伝統の中で、聖母マリアへの祈りは初代教会から始まっていたと考えられている。ドミニコ会の創設者である聖ドミニコ（1170 - 1221年）がアルビの聖堂で祈っている時に、聖母マリアからロザリオを授けられたと言われている。15世紀にブルターニュのドミニコ会士アラヌス・デ・ルーペが、現在の形に「ロザリオの祈り」をまとめ普及させた。16世紀には聖ドミニコがロザリオの祈りの創始者と認められた。最初の頃は、マリアの主な5つの喜びの黙想だけだったが、やがてイエス・キリストの誕生から始って受難、復活、昇天という神秘の生涯を包括する黙想の形をとり、それによってマリアに対する愛と信心とともに救い主キリストに対する信仰を深めるための、素朴で誰でも近づきやすい方法の一つとして、普及していった。
日本には16世紀にイエズス会宣教師によって初めてロザリオが伝えられ、キリシタン・隠れキリシタンの時代から「コンタツ」（ポルトガル語: contas = 「数える」の意味） とも呼ばれてきた。

## 使い方・形状
ロザリオは、聖母マリアへの祈り（アヴェ・マリア）を繰り返し唱える際にその回数を確認するために用いる道具である。ロザリオは手で手繰って祈るもので、文化・地域により受け取り方には多少の差はあるものの、装飾品として首にかけるものではない。形状としては、小さなものは10個の珠と十字架だけというシンプルなもの、大きなものでは十字架だけでなくキリストの像や「不思議のメダイ」（後述）が付いているものもある。
カトリック教会以外のキリスト教教派においては、プロテスタントのごく一部の教派を除いてロザリオはまず用いられない。正教会にはコンボスキニオン（チョトキ）と呼ばれる数珠状の祈りの用具があるが、ロザリオとは形状や用い方・祈りが異なる。ただし手で手繰って祈ることや、首にかけるなどはしないことでは、ロザリオと共通点がある。なお、コンボスキニオンはロザリオの起源ともされる。

### カトリック
カトリック教会では、古くから多くの人が定型文の祈祷を毎日捧げることを習慣にしていて、中でもロザリオについては、ピオ11世をはじめヨハネ23世、パウロ6世、ヨハネ・パウロ2世など歴代の教皇がたびたびロザリオに言及して、それぞれに讃えてきた。こうした伝統によって、カトリック信者はロザリオを肌身離さず持ち歩き、仕事の合間などに時間があればロザリオを唱える習慣が生まれ、ロザリオそのものも大切な道具（聖具）として持つようになった。ロザリオの祈りは、ミサなどの典礼行為の中で唱えられるものではないが、ミサの前後に任意で唱えたり、個人や家族・友人などとともに私的な祈り（信心業）として唱えられている。また、地方によってはカトリックの葬儀や通夜の前後にロザリオの祈りが唱えられることもあるため、カトリック信者は葬儀・通夜に参列する際にロザリオを持つ習慣もある。

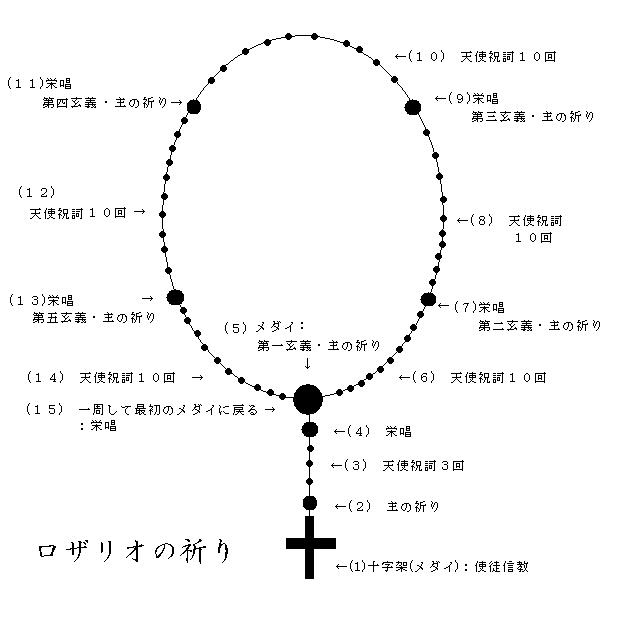
ロザリオの祈り

最も基本的となるロザリオの祈りの唱え方は、最初の1個の珠で「主の祈り」を唱え、続く10個の珠で「アヴェ・マリアの祈り」を10回、結びに「栄唱」を唱えるもので、これを「一連」と呼ぶ。手首に掛けるタイプの小型のロザリオは、この一連分の珠を綴ったものである。
一般的なロザリオは、この一連を5回分（五連）綴ったもので、これを「一環」と呼ぶ。この五連が連なったロザリオには、先端に十字架、次に1個の珠、そして3個の連続した珠、さらにもう1個の珠が加わっている。これを用いて一環祈る場合は、最初に十字架の印（いわゆる「十字を切る」）をしてから、十字架の箇所で「信仰宣言（使徒信条）」を唱え、次の珠で「主の祈り」、次の3個の珠で「アヴェ・マリアの祈り」を3回、そして「栄唱」を唱えてから、一連ずつの祈りと黙想に移る。この際、各連ごとに福音書からとられたイエス・キリストの生涯などの信仰箇条を黙想する習慣があり、黙想の対象となる神からの啓示を「神秘」と呼んで、一週間の各曜日に振り分けられた神秘を黙想するよう、勧められている。

#### 神秘の黙想
それぞれの神秘の内容は以下のとおりである。
曜日の振り分けは、月曜日・土曜日に「喜びの神秘」、火曜日・金曜日に「苦しみの神秘」、水曜日・日曜日に「栄えの神秘」、そして木曜日に「光の神秘」とされている。これらの神秘は、伝統的には「喜び」「苦しみ」「栄え」の3種類で、「ロザリオの十五玄義」とも呼ばれていたが、2002年に教皇ヨハネ・パウロ2世によって新たに「光の神秘」が提唱されて付け加えられ、曜日も一部変更された。なお、かつて日本のカトリック教会では、この神秘と黙想のことを「玄義」と呼び、「喜びの玄義」「第一玄義」…などのように呼んで唱えていたが、現在は「喜びの神秘」「第一の黙想」などというのが公式な呼び方となっている。
これらの祈り方・黙想はカトリック教会によって提唱されているもので、教会でミサの前後などに一同で唱える場合はおおむね上記の内容に沿って祈ることが多いが、必ずしもその曜日のとおりに決められているわけではなく、私的な祈りなどにおいては祈り方はある程度自由であり、一環（五連）でなくとも短い時間で一連か二連だけ唱えたり、個別の意向で祈ることも可能である。また、一連の終わりに「ファティマの祈り」、一環の終わりに「サルヴェ・レジーナ」や「聖マリアの連願」などの祈りを付け加えることもある。『カトリック教会のカテキズム 要約（コンペンディウム）』には、付録部分に「ロザリオの結びの祈り」と「祈願」が掲載されている。
また、祈りの中の「主の祈り」「アヴェ・マリアの祈り」などの個々の祈りは、日本のカトリック教会で古くから慣れ親しまれてきた文語体の祈祷文（「主祷文」「天使祝詞」など）から、1990年代中頃-2011年にかけて現在の口語体の祈祷文に変更されてきた経緯があるが、私的な祈りでは従来の文語体の祈祷文で唱えてもよいとされている。
カルメル会のアビラの聖テレジアは、著書『完徳の道』(ISBN 4003381718) で「祈りの際は熱心に雑念を払って強く断固とした態度で祈るように」と強く勧めている。テレジアは、祈る際の雑念を悪魔達と呼び、祈りに集中することに専心すべきで雑念には決して注意を払うべきではないことを強調している。

#### メダイ
ロザリオの中心部分を連結しているメダイ（フランス語: médaille）は、「不思議のメダイ」をはじめ聖ベネディクトのメダイ、ルルドの聖母と聖ベルナデッタのメダイなど、様々なものがある。
不思議のメダイは、聖母のメダイとも呼ばれ、1830年にフランスの修道女カトリーヌ・ラブレのもとに聖母マリアが現れて製作を依頼したと伝えられている。
ラブレが見たマリアは、様々な色の指輪をはめて地球の上に立ち、その指輪の多くが地球に光を注ぎ、「原罪無くして宿り給いし聖マリア、御身に寄り頼み奉る我らのために祈りたまえ(O Marie, conçue sans péché, priez pour nous qui avons recours à Vous.)」というフレーズの入った楕円形の枠の中に浮かび上がっていた。そして枠が回転したかのように今度は12の星の輪と、十字架が乗った大きなMという字、その下にイエス・キリストの心臓（聖心）とマリアの心臓が見えたという。ラブレは『その姿をモチーフにしたメダイを作って身に着けると多大な恵みがある』とマリアに告げられ、その後2年間調査を行ったラブレの聴罪司祭と大司教を通してメダイ製作の許可が下りた。このメダイを着けた人間が多くの祝福を受けたというので「不思議のメダイ」と呼ばれ、世界中に広まった。

### 聖公会

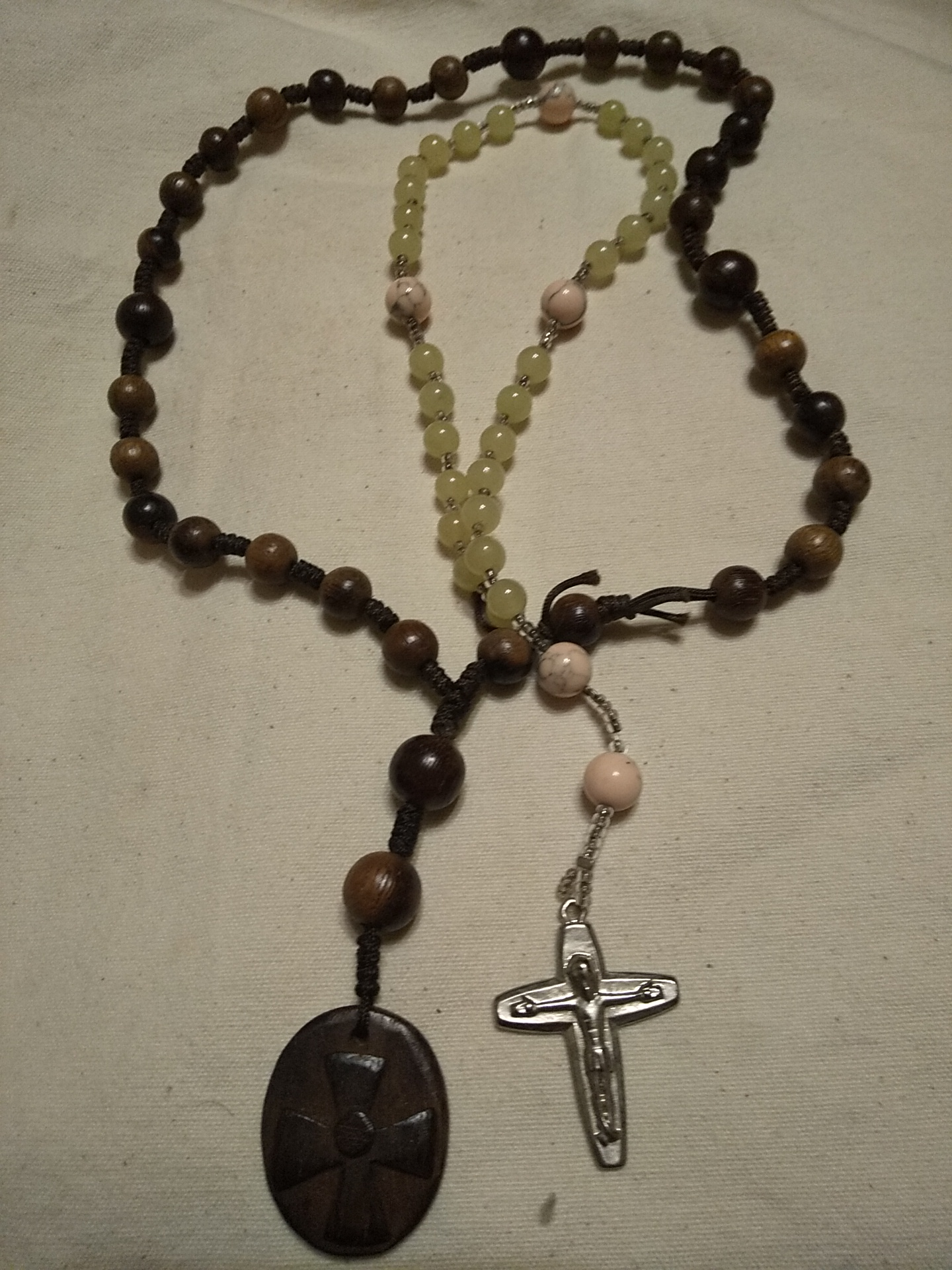
2種類のアングリカン・ロザリー

イングランド国教会およびその系列にある聖公会では、プロテスタント諸派と同様にロザリオの祈りの習慣はなかったが、1980年代半ばに米国聖公会の司祭が考案した「アングリカン・ロザリー」または「アングリカン・プレイヤー・ビーズ」（w:Anglican prayer beads）と呼ばれる比較的新しい聖品が存在する。珠の数はカトリックとは異なり、正教会のコンボスキニオンと同様に、イエス・キリストの33年間の生涯を表す33個の珠からなっている。祈り方には明確な指針はなく、いくつかの祈り方が紹介されているが、東京聖アンデレ教会発行の小冊子には、カトリックと同じ「アヴェ・マリアの祈り」も一例として挙げられている。一部の聖公会では、カトリックのロザリオと同型のもの（ローマン・ロザリー）を用いる場合もある。

### プロテスタント
プロテスタント諸派の信徒の間では、ロザリオは使用されていない。理由は概して次の通りである。
聖母信心の有無
プロテスタントには、マリア崇敬など聖人崇敬を拒否する教派が多いため、聖母マリアの取次ぎを祈るロザリオに対して違和感がある。
自由祈祷・定型祈祷の差
カトリックでは、個人で祈りを捧げる場合でも教会が定めた定型文を用いることが推奨される。それに比して、プロテスタントでは定型文を用いず、信徒それぞれの自由な祈りが重視されている傾向にある。そのため、定型祈祷文言を何度唱えたかを数えるための器具としてのロザリオが必要とされなかった。

### 正教会
正教会においてはロザリオは用いられない。生神女マリヤ（聖母マリア）への崇敬は正教会においても行われており、定型の祈祷文を用いる点でもカトリック教会と共通しているが、単にロザリオの祈りが正教会・東方教会には伝承・継承されて来なかったことによる。
チョトキ・コンボスキニオンといった数珠状の用具が祈りにあたって用いられるが、ロザリオとは形状が異なるものの、手で手繰って祈るものであり、首にかけるものではない点では、ロザリオと共通している。
ただし正教会においては、一般信徒・妻帯司祭はあまりチョトキ・コンボスキニオンを用いない。修道士が用いるケースがほとんどである（ただし、一般信徒も用いることが禁じられている訳では無い）。このことにより、修道士から選ばれる主教も修道士と同様に、チョトキ・コンボスキニオンといった数珠状の祈りの用具を手首に掛けていることが多い。

## 起源についての説
ドイツのインド学者アルブレヒト・ヴェーバーは、インド仏教で用いられていた数珠（サンスクリット: japa-mālā、字義は「低い声で念じ唱える＋（花）輪」）が西洋に伝えられた際に「バラの花輪 (japā-mālā)」と解釈され、それがラテン語の rosarium として直訳され、他の西洋諸語に取り入れられたのだとしている。
しかしこのロザリオのインド起源説に対し、
1. サンスクリット話者が、キリスト教のラテン語話者との間に、母音の長短を聞き間違えるほどの言語的接触の必要性および蓋然性が存在したとは考えにくいこと
2. ヴェーバーの仮説では東方教会に対するインドからの数珠状の祈祷用具の浸透が説明できないこと
3. ロザリオの「先祖」である「主の祈り」を数える道具であった Paternoster は、数珠のような環状のものではなく一本の「直線状」のものだったこと
4. すでに一部地域では8世紀頃から Thong-and-ring という動物の皮と骨を材料にした計算具で祈りの回数を唱えていたこと
5. ローマ・カトリックと東方教会の両者は共に、エジプトの修道士たちが小石を使い祈祷を数えていたというパッラディウス（Palladius, 363年頃 - 431年頃）の証言に自分たちの祈祷の回数を数える道具の起源を求めていること

などの理由から、キリスト教のロザリオはインドから借用されたものではなく、キリスト教の浸透した各地において独自に工夫がされた結果として、現在の数珠に似たロザリオの形状に発展し定着したと主張する者もいる。

## 関連書籍
- 『ロザリオのこころ』 松永久次郎著 聖母の騎士社、1981 ISBN  978-4882160236
- 『ロザリオの神秘』 聖ルイ・デ・モンフォー著、斎田靖子訳、エンデルレ書店、1998 ISBN 4-7544-0273-1
- 『カトリックの祈り』サンパウロ（編・発行）、1995 ISBN 978-4-8056-1484-6